# فرودگاه لوردز د ژولیت
فرودگاه لوردز د ژولیت (به انگلیسی: Lourdes-de-Joliette Airport) یک فرودگاه خصوصی است که یک باند فرود شن و چمن دارد و طول باند آن ۸۳۸ متر است. این فرودگاه در کشور کانادا قرار دارد و در ارتفاع ۱۰۷ متری از سطح دریا واقع شده است.